# Сагитов, Тайфур Бареевич
Тайфур Бареевич Сагитов (баш. Тайфур Барый улы Сәғитов; 15 апреля 1936, Азнагулово, Башкирская АССР — 26 апреля 2018, Уфа) — башкирский писатель. Член Союза журналистов СССР с 1963 года, КПСС с 1965 года, Союза писателей СССР с 1980 года. Заслуженный работник культуры БАССР (1986). Лауреат премии имени Сергея Чекмарёва (1985).

## Биография
Родился 15 апреля 1936 года в деревне Атнагулово Белорецкого района БАССР.
Окончил Серменовскую среднюю школу (1957), Уфимский государственный университет (1963).
Работал в совхозе «Байрамгул» Учалинского района, уфимском тресте крупнопанельного домостроения.
Работал в белорецких районных и республиканских газетах и журналах. В 1963—1967 гг. работал в газете» Ленинец («Ленинсе», «Йәшлек») (там же было опубликовано его первое стихотворение), в 1967—1970 годах — в газете» «Советская Башкирия», в 1970—1984 годах — в журнале «Башкортостан кызы», был заместителем главного редактора журнала «Агидель», редактором Уфимского книжного издательства. Шестнадцать лет проработал в должности редактора газеты «Связист Башкортостана».
Главный редактор газеты «Истоки» (1990).
Скончался 26 апреля 2018 года на 83-м году жизни в Уфе.

## Творчество
Пришел в литературу через журналистику. Первое литературное произведение опубликовано в 1953 году в Серменовской районной газете. Сборник очерков «Спасибо вам, люди» (баш. Рәхмәт һеҙгә кешеләр; 1976), Роман «Сабантуй» (баш. Һабантуй; 1978) были тепло приняты читателями. На протяжении многих лет изучал подвиги башкирских конников в Великой Отечественной войне, публиковал произведения разных жанров. На русском и башкирском языках издана 21 книга.

## Произведения
| - Рәхмәт һеҙгә кешеләр. Очерктар. — Өфө: Башҡортостан китап нәшриәте, 1976. — 100 б. - Күңел түре. Хикәйәләр, повестар. — Өфө: Башҡортостан китап нәшриәте, 1982. — 168 б. - Һабантуй. роман. — Өфө: Башҡортостан китап нәшриәте, 1982. — 486 б. - Икмәктең валсығын да әрәм итмә. — Өфө: Башҡортостан китап нәшриәте, 1984. — 20 б. - Хлеба береги кусок! Очерк. — Уфа: Башкирское книжное издательство, 1984. — 20 с. (рус.) - Һабантуй. роман. — Өфө: Башҡортостан китап нәшриәте, 1985. — 336 б. - Аманат. Поэма-эссе.— Өфө: Башҡортостан китап нәшриәте, 1989. — 264 б. - Ҡаһармандар эҙенән. — Өфө: Башҡортостан китап нәшриәте, 1992. — 96 б. - Грани. Публицистические очерки. — Уфа: Башкирское книжное издательство, 1992. — 156 с. - Феномен. — Уфа, 1992. — - Батырша. Трагедия. — Өфө: Башҡортостан китап нәшриәте, 1983. — 80 б. | - Һәйкәл. Публицистика. — Өфө: Башҡортостан китап нәшриәте, 1992. — - Һайланма әҫәрҙәр.Өс томда. — Өфө: том 1. 1994. 640 б. том 2. 1998. 752 б. - Иман. Роман.— Өфө: Башҡортостан китап нәшриәте, 1996. — 336 б. - С думой о Салавате. Очерк. — Уфа: Китап, 1997. — 60 с. - Күп яҡлы Ғәйетбай.— Өфө: Башҡортостан китап нәшриәте, 1998. — 144 б. - Наука. Общество. Нация./Бесседа с акад. Р. И. Нигматуллиным/. Уфа. Гилем, 1998. — 112с. - Разговор писателя с ученым. 275 лет Российской Академии наук: Уфа: Гилем, 1999. со автор Р. Нигматуллин. - Нинел. Роман. — Өфө: Китап, 2000. — 214 б. - Президент и писатель. Неожиданная книга-исповедь. Уфа: Китап, 2002. — 304 с. - Если бы не Вы, Тагир агай... Очерк. Уфа, 2003. — 304 с. - Сиң. Память судьбы. Уфа. Башкирское книжное издательство. 2006. — 552 с. |